# Cosimo Tura
Cosimo Tura (Ferrara, ± 1430 - aldaar, april 1495), eveneens bekend als Il Cosme of Cosmè Tura, was een Italiaanse schilder uit de vroege Renaissance (ofwel Quattrocento). Hij werd beschouwd als een van de oprichters van de School van Ferrara.

## Achtergrond

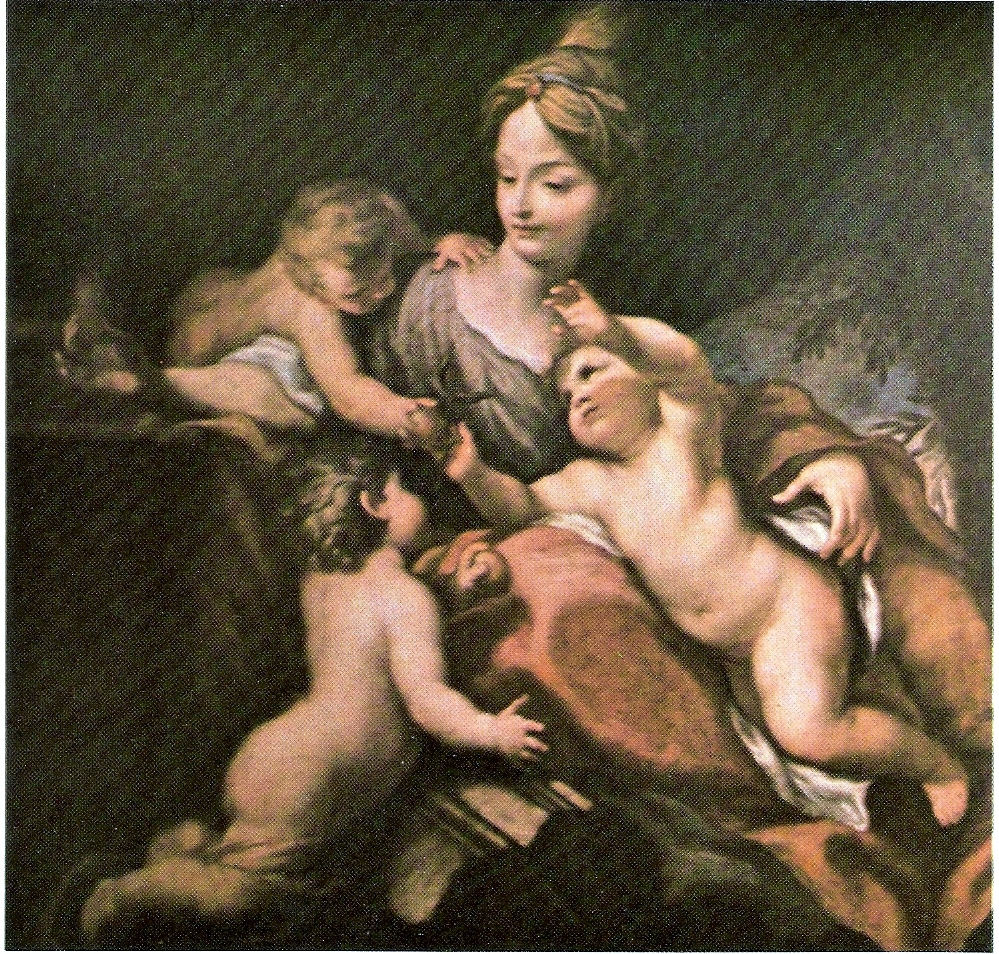
Allegoria della Carità

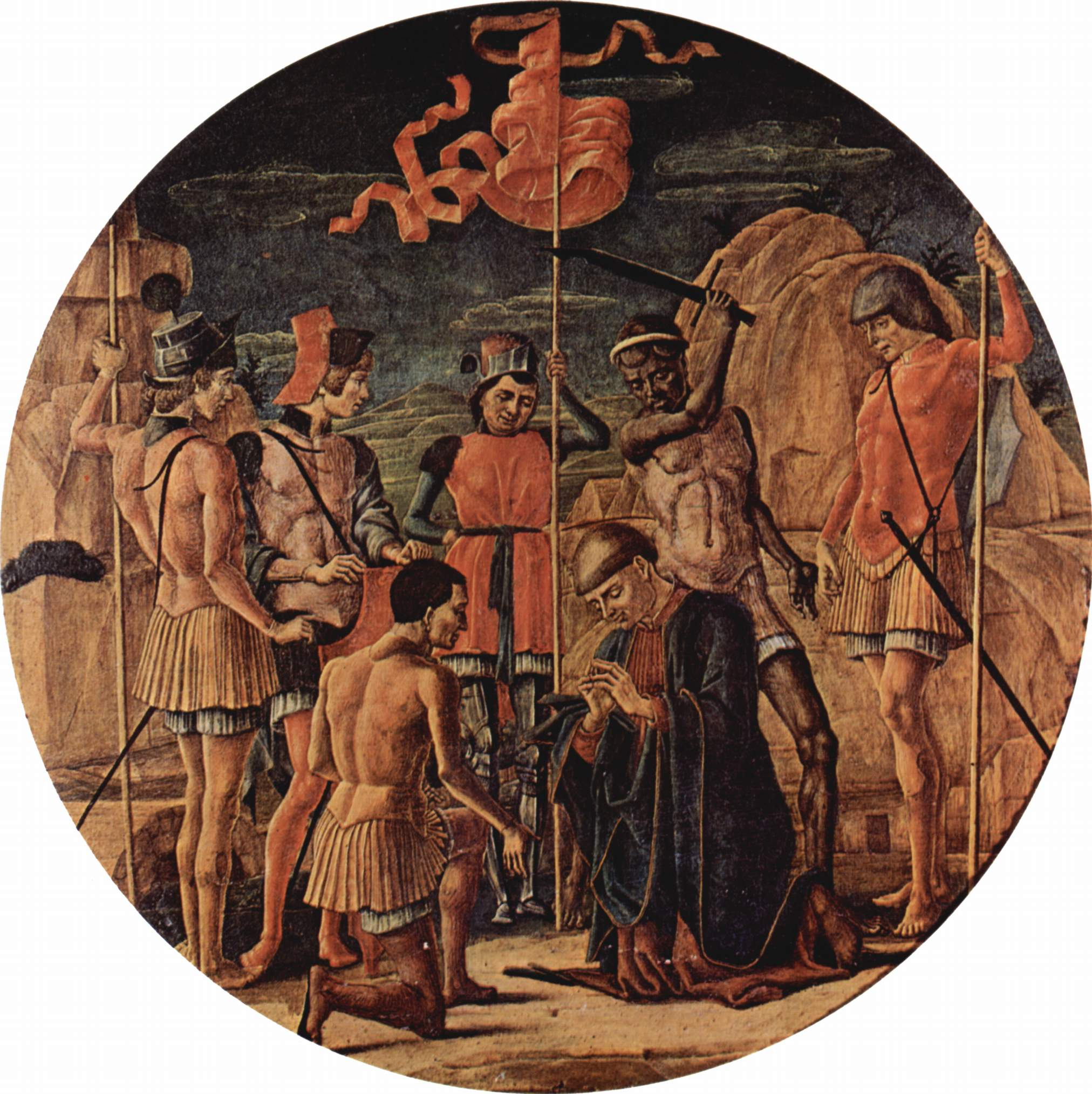
Martirio di san Maurelio

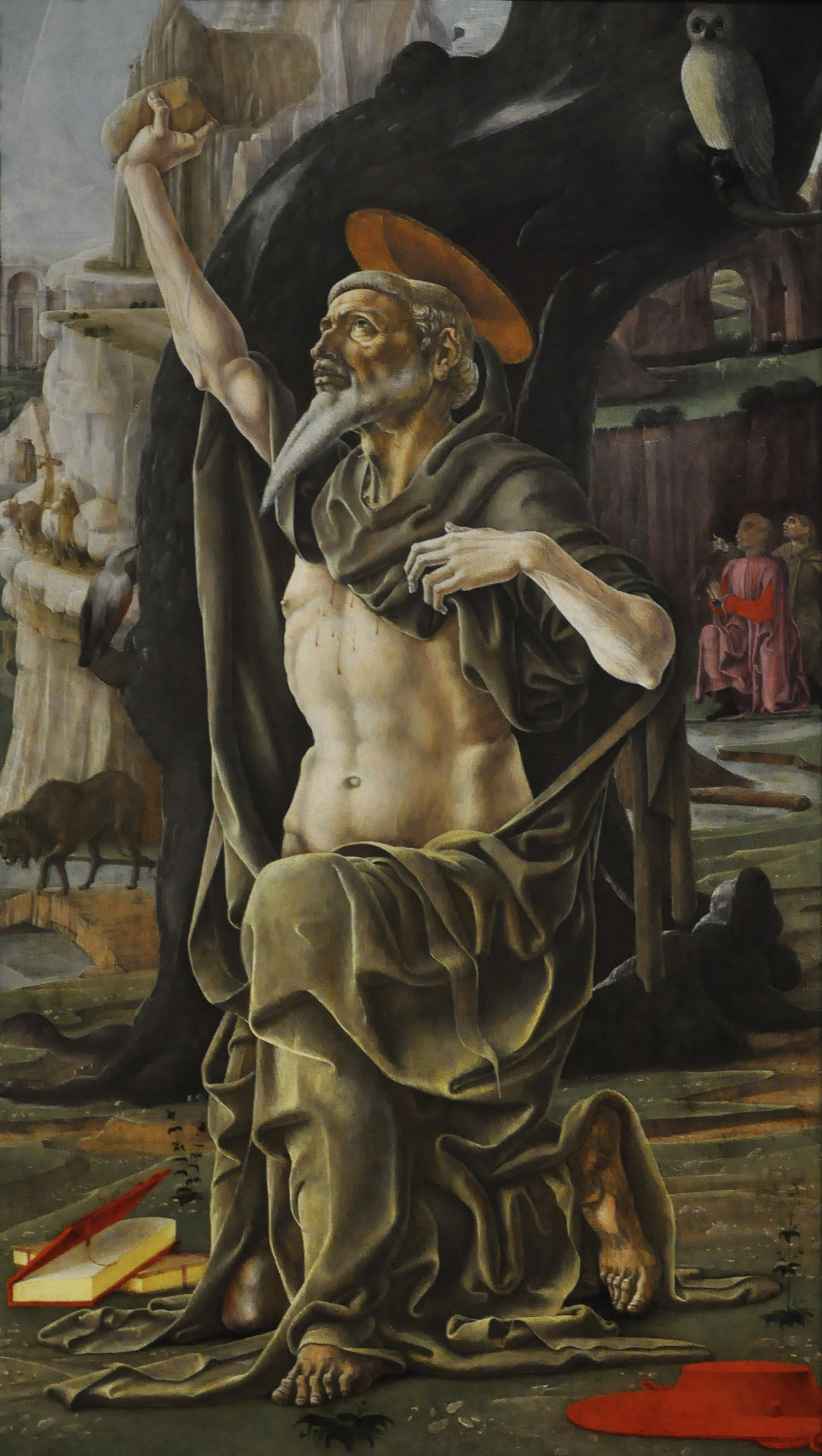
Heilige Hiëronymus in de National Gallery te Londen

Tura was een leerling van Francesco Squarcione en Piero della Francesca. Later verkreeg hij zowel een mecenaat van Borso d'Este als van Ercole I d'Este. Van 1456 tot 1495 werkte hij als hofschilder onder deze Ferrarese hertogen, ter vervanging van de op 5 augustus van dat jaar overleden Angelo Maccagnino. In deze hoedanigheid was hij niet alleen verantwoordelijk voor de productie van altaarstukken en fresco's, maar ook voor de organisatie en decoratie van festivals en toernooien. Vanaf 1471 werkte Tura als portretschilder voor Ercole I d'Este. Hij werd in 1486 opgevolgd door Ercole de' Roberti, een van zijn leerlingen. Naast De' Roberti behoorden tot de leerlingen van Tura onder anderen Francesco del Cossa en Francesco Bianchi.

## Werken
- Ritratto virile (Metropolitan Museum of Art, New York)
- Tersicore (Museo Poldi Pezzoli, Milaan)
- Madonna con Bambino in un giardino (National Gallery of Art, Washington D.C.)
- Madonna dello Zodiaco (Gallerie dell'Accademia, Venetië)
- Pietà (Museo Correr, Venetië)
- Calliope (National Gallery, Londen)
- San Francesco riceve le stimmate (National Gallery of Art, Washington D.C.)
- San Giorgio e il drago (Fondazione Giorgio Cini, Venetië)
- Allegoria della Carità (zie bovenste afbeelding)
- Annunciazione (Museo del Duomo, Ferrara)
- San Giorgio e la principessa, (Museo del Duomo, Ferrara)
- San Giovanni Evangelista a Patmos (Museo Thyssen-Bornemisza, Madrid)
- Polittico Roverella
  - Madonna con Bambino in trono (National Gallery, Londen)
  - Pietà e santi (Louvre, Parijs)
  - Santi Maurelio e Paolo con Niccolò Roverella (Galleria Colonna, Rome)
  - Circoncisione (Isabella Stewart Gardner Museum, Boston)
  - Fuga in Egitto (Metropolitan Museum of Art, New York)
  - Adorazione dei Magi (Fogg Art Museum, Cambridge)
  - San Giorgio (Timken Art Gallery, San Diego)
- San Giovanni Battista (Philadelphia Museum of Art, Philadelphia)
- San Pietro (Philadelphia Museum of Art, Philadelphia)
- San Gerolamo penitente (National Gallery, Londen)
- Cristo crocifisso (Pinacoteca di Brera, Milaan)
- Cristo morto sorretto da due angeli (Kunsthistorisches Museum Wien, Wenen)
- San Francesco d'Assisi en Angelo annunziante (National Gallery of Art, Washington D.C.)
- Vergine Annunziata en San Maurelio(National Gallery of Art, Washington D.C.)
- Giudizio di san Maurelio (Palazzo dei Diamanti, Ferrara)
- Martirio di san Maurelio (Palazzo dei Diamanti, Ferrara) (zie tweede afbeelding van boven)
- Madonna col Bambino (Accademia Carrara, Bergamo)
- San Domenico (Palazzo degli Uffizi, Florence)
- Sant'Antonio da Padova (Louvre, Parijs)
- San Giacomo Maggiore (Musée des Beaux-Arts, Caen)
- Vergine annunziata (National Gallery, Londen)
- Sant'Antonio da Padova (Galleria Estense, Modena)
- San Sebastiano (Staatliche Museen zu Berlin, Berlijn)
- San Cristoforo (Staatliche Museen zu Berlin, Berlijn)
- Annunciazione (Collezione Cook, Richmond upon Thames)
- Musico (National Gallery of Ireland, Dublin)